# Sinocyclocheilus yishanensis
Sinocyclocheilus yishanensis är en fiskart som beskrevs av Li och Lan 1992. Sinocyclocheilus yishanensis ingår i släktet Sinocyclocheilus och familjen karpfiskar. Inga underarter finns listade i Catalogue of Life.